# ۲۷ (پیش از میلاد)
۲۷ (پیش از میلاد) ۲۷مین سال قبل از تقویم میلادی است.